# Mittenothamnium versipoma
Mittenothamnium versipoma är en bladmossart som beskrevs av Jules Cardot 1913. Mittenothamnium versipoma ingår i släktet Mittenothamnium och familjen Hypnaceae. Inga underarter finns listade i Catalogue of Life.